# Премия Джейн Дрю
Премия Джейн Дрю — архитектурная награда, ежегодно присуждаемая журналом Architects' Journal женщинам-архитекторам, демонстрирующим инновационность, разнообразие и открытость в архитектуре. Названа в честь английского модернистского архитектора Джейн Дрю.

## Лауреаты
- 1998 год. Кэтрин Густафсон[англ.] (род. 1951) — ландшафтный архитектор, которая в своих работах стирает границы между индивидуальным художественным чувством и командной работой[1].
- 2012 год. Заха Хадид (1950—2016) — архитектор, [2] за выдающийся вклад в положение женщин в архитектурной сфере.
- 2013 год. Эва Иржична (род. 1939) — за выдающийся вклад в положение женщин в архитектурной сфере[3]
- 2014 год. Финдли, Кэтрин[англ.] (1954—2014) — за выдающийся вклад в положение женщин в архитектурной сфере[4]
- 2015 год. Ивонн Фарелл[англ.] (род. 1951) и Шелли Макнамара (род. 1952)[5]
- 2016 год. Одиль Декк[англ.] (род. 1955) [6]
- 2017 год. Дениз Скотт-Браун (род. 1931)[7]
- 2018 год. Аманда Левете[англ.] (род. 1955)[8]
- 2019 год. Элизабет Диллер[англ.] (род. 1954)[9]